# أليوت فاليجو
أليوت فاليجو (بالإنجليزية: Elliot Vallejo)‏ هو لاعب كرة قدم أمريكية أمريكي، ولد في 17 مايو 1984 في مونتيري في الولايات المتحدة.